# Luigi Capotosti
Luigi Capotosti (né le 23 février 1863 à Monte Giberto dans les Marches, Italie et mort le 16 février 1938 à Rome) est un cardinal italien du début du XXe siècle.

## Biographie
Luigi Capotosti  étudie à Fermo. Après son ordination  il est secrétaire de l'archevêque de Fermo et il y est professeur au séminaire et chanoine primicerius. Il fait du travail pastoral dans l'action catholique et est directeur de deux écoles. Caposti est nommé évêque de Modigliani en 1908 et secrétaire de la Congrégation pour la discipline des sacrements en 1914. En 1915 il est promu archevêque titulaire de Thermae Basilicae (de).
Le pape Pie XI le crée cardinal lors du consistoire du 21 juin 1926. À partir de 1931 il est pro-dataire et dataire apostolique. Capotosti est aussi camerlingue du Sacré Collège en 1935-1936.
Il meurt le 16 février 1938 à l'âge de 74 ans.